# 我們倆的田村同學
《我們倆的田村同學》是由寫作、繪製插畫的一部輕小說。本系列作品在日本的電擊文庫刊載，2006年9月全二本單行本完結。漫畫版在月刊電撃Comic GAO!連載，也已完结。台灣由台灣角川代理出版，全二集完結。

## 故事大綱
中學三年級的田村雪貞，由於某個契機對同班的松澤小卷一見鍾情。但是，松澤卻像電波系少女一樣地說出『我要回到故鄉的星球』的話。而知道那是因為松澤的家人都因為事故身亡的田村，向松澤告白了。之後由於松澤的祖母過世，松澤只好搬家。田村與松澤之間以信件保持聯絡，但是從升學考試的時候起就沒收到信件了。
進入高中後，田村在與同班同學相馬廣香交往的時候，知道了她國中時代被同儕孤立而拒絕上學的故事。無法對這樣的相馬放心的田村，努力地鼓勵並給她支援。於是，相馬喜歡上了田村，並且向他告白。沒想到，告白當天，松澤好久不見的信件卻出現了，上面寫著：「相馬同學，是誰呢？」
番外編「高浦同學的家族計畫」
高浦的妹妹玉井伊歐，極端厭惡戀愛跟性的事情。對這種非社會行為看不過去的高浦決定想辦法改變妹妹。

## 登場人物
田村雪貞
本作的主人公。以前是昆蟲博士，而現在則對鎌倉時代的風俗史感興趣。國中三年級時對小卷一見鍾情並且告白，但是她卻搬家離開了。家庭成員有哥哥、弟弟以及雙親共五人。容易得意忘形。喜歡的食物是鰻魚、崇拜的人是北条時宗。
雖然有時候會壞掉，不過基本上是一般人。
松澤小卷
雪貞就讀國中三年級時的同班同學。12歲的時候雙親與哥哥皆死於交通事故，從那時開始就變得不太與人交往，想要一個人生活。與祖母同住。跟雪貞交往後慢慢的變得開朗。國中三年級的夏天，祖母去世後，便搬家離開。是個不可思議的怪怪美少女，但是成績很好，常常是全年級第一名。參加田徑隊，主要參加200公尺田徑的比賽。喜歡吃的東西是咖哩。生日是9月19日（處女座O型）。
相馬廣香
雪貞高中一年級時的同班同學，是個冰山美人。高中入學時不親近任何人。因為某些理由，國中的最後一年拒絕去上學。高中入學考時，曾請田村直（雪貞的哥哥）作家庭老師。進入高中後，因為遇到同一個國中畢業的同學而繼續拒絕上學，不過因為雪貞的鼓勵而改變，最後喜歡上雪貞並且告白。是雪貞初吻的對象。擅長做菜。
蜂谷老師
雪貞與相馬就讀高中的保健室老師。曾經給相馬建議。被學生們稱為「青澀果實」。
高浦真一
雪貞的好友。國中時擔任班長。目前正擔心著妹妹的問題。
玉井伊歐
真一的同父異母妹妹，母親是真一爸爸的情婦。對於覬覦高浦家財產的媽媽十分輕蔑。也許是因為複雜家庭環境的關係，造成彆扭的陰沉個性。瘋狂的喜歡讀書，最後沉迷於神秘學、黑魔法之類的古怪興趣，更成為耽美系網站的腐女系站長。對於性慾這種東西十分厭惡。認識雪貞。飼養了一隻名為波特多的迷你柴犬。
田村直
大雪貞三歲的哥哥。頭腦十分聰明，考進了日本最難考的Ｔ大理一。之前擔任廣香的家庭老師。是個可靠的大哥。常常在找他的字典。
田村孝之
小雪貞三歲的弟弟。運動萬能，極有女人緣。

## 相關作品一覽

### 小説作品
- 我們倆的田村同學 1（わたしたちの田村くん）ISBN 9861741798（中文）ISBN 4840230668（日文）
  - 第一話「月兔思鄉」
  - 第二話「零下出埃及記」
  - 番外編「高浦同學的家族計畫」
- 我們倆的田村同學 2（ 2）ISBN 986174231X（中文）ISBN 4840231524（日文）
  - 第三話「再見了，天上的衛星」
  - 番外編「高浦同學的家族計畫 ～其二～」
- 「我們倆的超！田村同學」（暫譯）
- 番外編「秘密的憂鬱（暫譯）」（發表於月刊電撃Comic GAO! 2006年7月號附錄「《我們倆的田村同學》First Fan Book」）

### 漫畫作品
- 從2006年7月號到2008年4月號連載於月刊電撃Comic GAO!。單行本共四卷，已完結。。

1. わたしたちの田村くん(1)（電撃コミックス 倉藤倖作畫）
ISBN 978-4-8402-3703-4　2006年12月16日發售（日文）
ISBN 9789861746791　2008年5月27日發售（繁體中文）
2. わたしたちの田村くん(2)（電撃コミックス 倉藤倖作畫）
ISBN 978-4-8402-3927-1　2007年6月27日發售（日文）
ISBN 9789861747750　2008年8月26日發售（繁體中文）
3. わたしたちの田村くん(3)（電撃コミックス 倉藤倖作畫）
ISBN 978-4-8402-4178-6　2008年1月26日發售（日文）
ISBN 9789861749938　2009年2月20日發售（繁體中文）
4. わたしたちの田村くん(4)（電撃コミックス 倉藤倖作畫）
ISBN 978-4-0486-7152-1　2008年6月27日發售（日文）
ISBN 9789862371909　2009年7月14日發售（繁體中文）

## 廣播劇
於2006年12月23日在電撃大賞播出。共4集。

### 主要角色
- 田村雪貞 - 保志總一朗
- 松澤小卷 - 廣橋涼
- 相馬廣香 - 小清水亞美